# 乃美大方
乃美大方（のみ の おおかた、生年不詳 - 慶長6年9月14日（1601年10月9日））は、戦国時代から安土桃山時代の女性。安芸国の戦国大名毛利元就の継室、または側室。実名は不明。法名は「智光院殿蘭渓怡秀大姉」。
父は小早川氏の一族である乃美弾正忠弘平、あるいは乃美安芸守隆興（毛利家乗による）。

## 生涯
毛利元就の正室である妙玖の死後、天文17年（1548年）頃に元就に嫁いだ。継室であったとも、側室であったとも言われる。
天文20年（1551年）に元就の四男・少輔四郎（後の穂井田元清）、永禄2年（1559年）に七男・少輔六郎（後の天野元政）、永禄10年（1567年）に九男・才菊丸（後の小早川秀包）を産む。
慶長5年（1600年）の関ヶ原の戦いの後に毛利氏の防長移封に従い、長門国豊浦郡秋根に移住するも、翌慶長6年（1601年）9月14日に病没する。
墓所は山口県下関市の功山寺。

## 関連作品
- 『毛利元就』（1997年、NHK大河ドラマ、演：田中広子） - 役名は「さよ」。